# Chiesa di San Giuliano dei Fiamminghi
La chiesa di San Giuliano Ospitaliere dei Fiamminghi è un luogo di culto cattolico di Roma, nel rione Sant'Eustachio, in via del Sudario. Su questa chiesa insiste la diaconia di San Giuliano dei Fiamminghi.

## Storia
La chiesa ha un'origine antica, e sembra risalire ai tempi di papa Gregorio II (VIII secolo), quando la Fiandra fu convertita al cristianesimo; è infatti dedicata al santo fiammingo San Giuliano detto l'ospitaliere. Accanto alla chiesa c'era un ospedale per i fiamminghi, che, per tre giorni, poteva ospitare anche persone non malate; una tradizione afferma che Roberto II di Fiandra, venuto a Roma nel 1094 per la crociata, dimorò in quel luogo che fece poi restaurare.
Tuttavia le prime menzioni storiche di questa chiesa sono tardive e risalgono alla metà del XV secolo, e precisamente al 1444, anno di datazione degli statuti e dei regolamenti dell'ospedale per pellegrini. Nel corso del secolo ospedale e chiesa furono restaurati e la chiesa nei secoli successivi ingrandita e abbellita: assunse lo stato attuale nel 1675. Con la rivoluzione francese terminò l'attività dell'ospedale per i pellegrini, mentre la chiesa fu gestita dapprima dai Paesi Bassi e poi dal Belgio, di cui è oggi chiesa nazionale.

## Arte
Nella facciata, entro una nicchia, si trova una statua seicentesca di San Giuliano. L'interno, a navata unica, conserva opere che risalgono per la maggior parte agli inizi del XVIII secolo. Nella volta, è conservato un medaglione, dipinto dall'inglese William Kent (futuro creatore dei giardini all'inglese), che rappresenta l'Apoteosi di San Giuliano, contornata da quattro figure allegoriche che rappresentano le quattro contee di Fiandra.